# Margarita Bobba
Margarita Bobba (1560), fue una escritora y noble italiana de Casale Monferrato.
Gioseffantonio Morano destacó su ingenio y amplio dominio del latín y del italiano y habilidad en el arte de la poesía. Publicó numerosas obras, y recibió halagos de Stefano Guazzo en su Civil Conversazione y de Fulgenzio Alghisi en su historia de Monferrato.